# Baloji

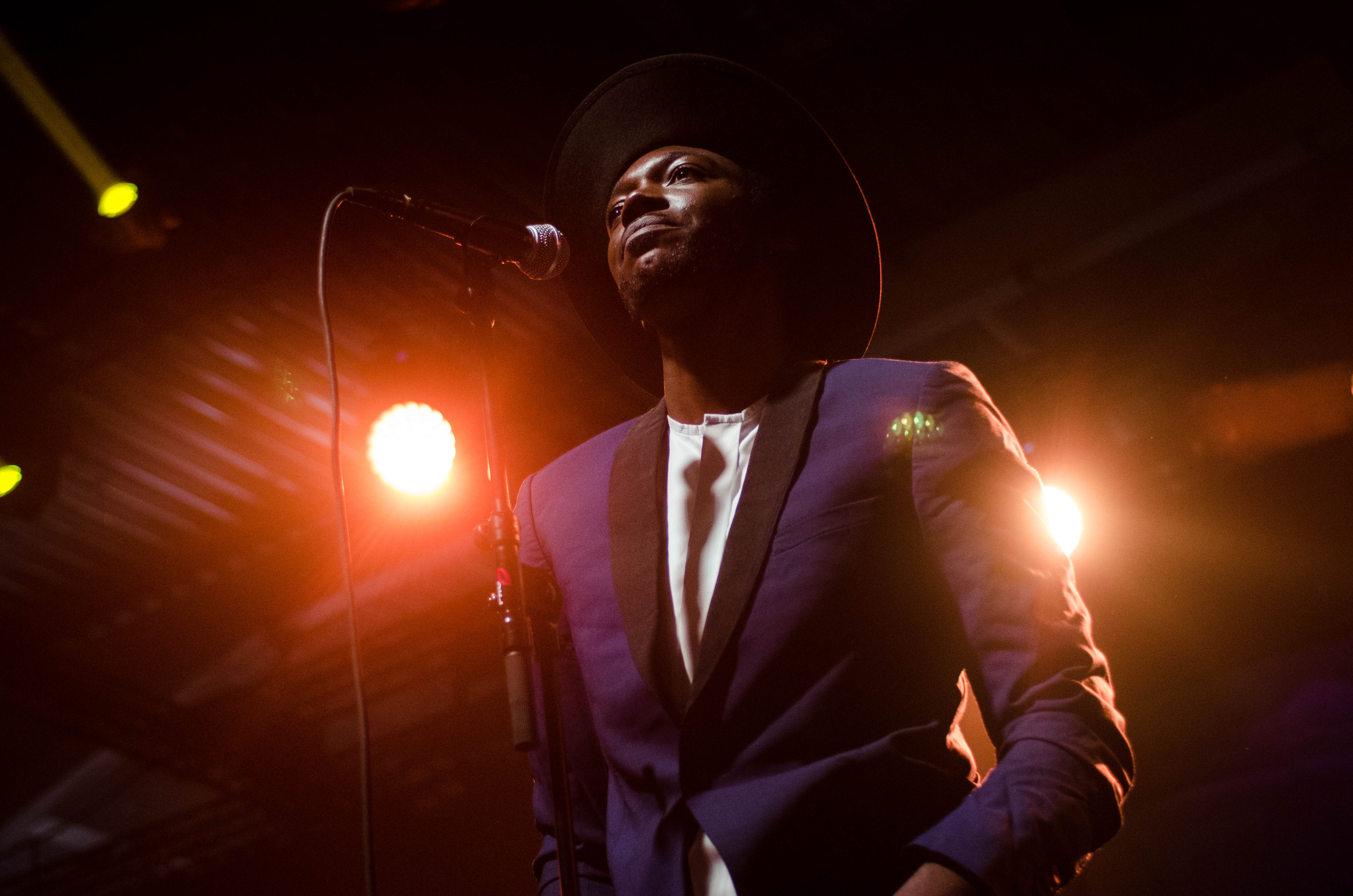
Baloji - Les Ardentes 2016.

Baloji, betekenis Man van de wetenschap (Bajoli de Valois, Lubumbashi, 12 september 1978), is een Belgisch rapper, dichter, modeontwerper en filmregisseur van Congolese origine. Hij is vooral bekend van zijn activiteiten bij de groep Starflam, waar hij bekendstond als MC Balo. Bij Starflam werkte hij mee aan de eerste drie cd's, in 2004 verliet hij de groep en begon een solocarrière. In 2018 werkte Baloji mee aan de tweede plaat van Bazart. Op dat album zong hij met de populaire Vlaamse band "Niet te dichtbij/Côte a côte".
Verder waren er verschillende samenwerkingen met andere muzikanten waaronder Arsenal, Manou, Gallo, PhilliBustas en Skeemz. Internationaal werkte hij mee aan Damon Albarns Africa Express project.
Baloji regisseerde enkele kortfilms en bracht in 2023 zijn eerste langspeelfilm Augure uit.

## Levensloop
Baloji werd geboren uit een buitenechtelijke affaire. Hij verliet zijn moeder op 3-4-jarige leeftijd en vertrok met zijn vader naar België, die zich eerst in Oostende en vervolgens in Luik vestigde. Baloji, die alleen Swahili sprak, voelde zich vervreemd van de mensen om hem heen. "Hier heb ik Frans geleerd. Ik was de enige zwarte persoon in de klas, meer een attractie dan een probleem. Tot de leeftijd van 6 jaar was school de enige plek waar ik sprak", legt hij uit. 
Hij verliet het gezin en het huis op 15-jarige leeftijd. In een jongerencentrum raakte hij betrokken bij rap, ontmoette jonge rappers en vormde met hen de groep Starflam. Na meningsverschillen verliet Baloji de groep in 2004. Hij legt uit: "Na ons album Survivant hadden we geen manager meer, dus we hebben onszelf gemanaged. Democratie in een groep, ik denk niet dat het mogelijk is... (glimlacht) We hebben nooit een leider gehad, iemand die de beslissingen nam. Het feit dat we de taken hadden verdeeld, maakte alles erg moeilijk, het was onhandelbaar. Je kunt niet tegelijkertijd speler en coach zijn. Bovendien dacht ik dat ik alles had gezegd... We hadden succes met Survivant, daarna een mislukking met Donne-moi de l'amour, en dat maakte de zaken nog ingewikkelder." 
Het was een brief van zijn moeder, die hij sinds 1981 niet meer had gezien, en een in Parijs gewonnen poëziewedstrijd die hem ertoe aanzette terug te keren naar de muziek.
Vier jaar later, in 2008, bracht hij zijn eerste soloalbum uit, Hotel Impala, dat een reactie was op de brief van zijn moeder, en waarin hij het verhaal van zijn leven vertelde. Het album kreeg goud en won twee prijzen op de Octaves de la musique in 2008 (Frans lied en artiest van het jaar). Hij nam deel aan een Parijs concert op 5 april 2008 in La Cigale, als onderdeel van het Blue Note festival. 
Op 27 januari 2010 bracht hij zijn tweede soloalbum uit, Kinshasa succursale. Die dag was de verjaardag van de Congolese ronde tafel in 1960, waarvan Indépendance Cha Cha het volkslied en het inter-Afrikaanse embleem was.
In 2015 bracht hij een nieuwe EP uit met de titel 64 Bits and Malachite. In 2017 was zijn nummer L'Hiver indien te horen in de soundtrack van het spel FIFA 18. In januari 2018 werd hij bekroond in de categorie "concert" op de D6Bels Music Awards van de RTBF. Op 23 maart 2018 bracht hij zijn derde soloalbum uit, 137 Avenue Kaniama. Het nummer Peau de chagrin - Bleu de nuit, afkomstig van het album, gaat vergezeld van een videoclip geregisseerd door de artiest. 
Zijn eerste speelfilm Augure werd geselecteerd voor zijn wereldpremière en bekroond op het filmfestival van Cannes in 2023 in de categorie "Un Certain Regard".

## Albums
- Hotel Impala (2007)
- Kinshasa Succursale (2012)
- 64 Bits and Malachite (2015) (EP)
- 137 Avenue Kaniama (2018)

## Filmografie

### Als acteur
- Rundskop (2011) - als Patrick
- Binti (2019)

### Als regisseur
- Zombies (2019) - kortfilm
- Augure (2023)